# Rasmus Nordbø

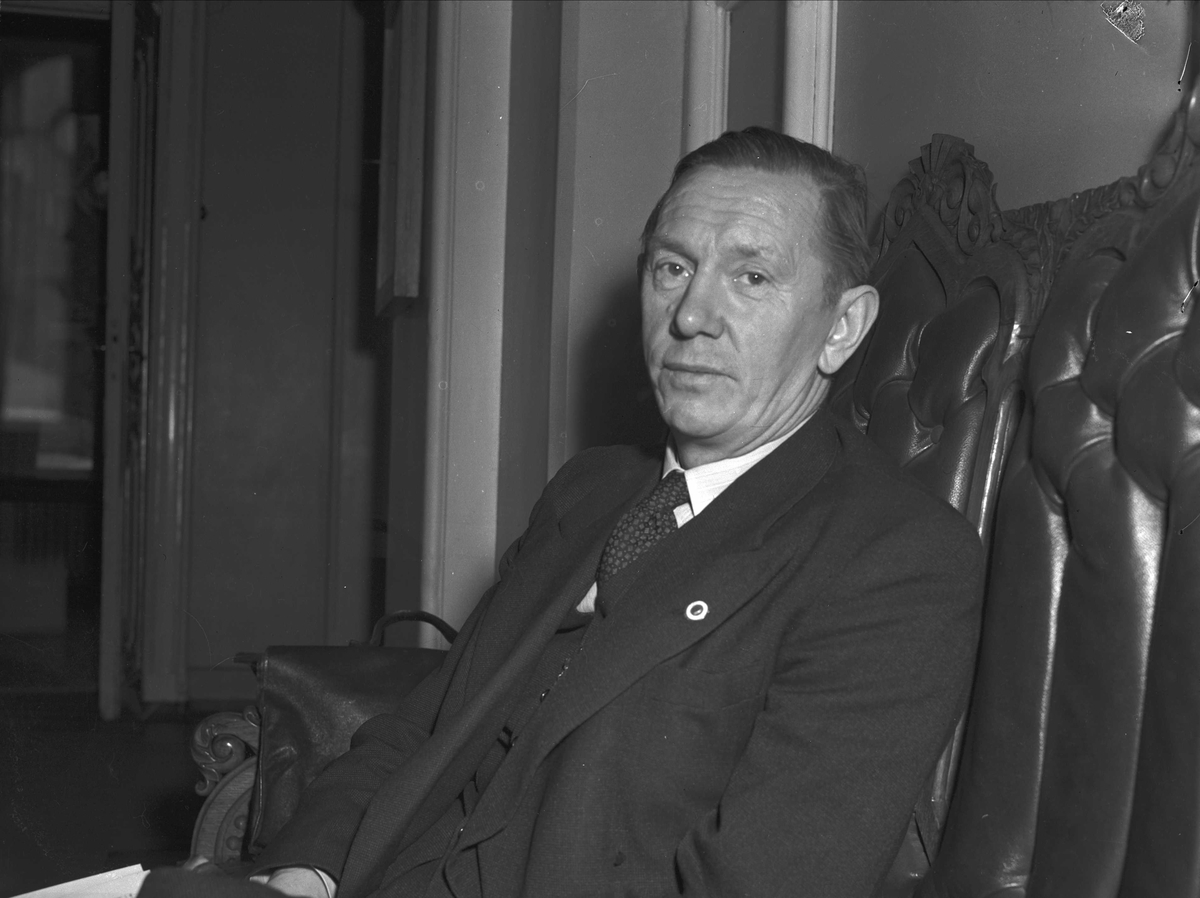
Rasmus Nordbø

Rasmus Matias Nordbø (* 5. Januar 1915 in Førde, Sogn og Fjordane; † 23. Februar 1983) war ein norwegischer Agraringenieur und Politiker der Arbeiderpartiet, der unter anderem zwischen 1948 und 1951 Staatssekretär im Landwirtschaftsministerium sowie von 1951 bis 1955 Landwirtschaftsminister in der Regierung Torp war. Danach war er als Fylkeslandbrukssjef von 1955 bis 1964 Leiter der Landwirtschaftsbehörde der Provinz (Fylke) Sogn og Fjordane sowie zwischen 1964 und 1982 des Fylke Vestfold.

## Leben
Rasmus Matias Nordbø, Sohn des Straßenwärters und Kleinbauern Bendik Mo (1879–1954) und Martha Høiset († 1921), besuchte nach der Mittelschule (Middelskole) von 1932 bis 1934 die Landwirtschaftsschule (Landbruksskole) und begann nach Ablegung des Abiturs (artiumseksamen) 1936 ein Studium der Agrarwissenschaften an der Landwirtschaftshochschule NLH (Norges landbrukshøgskole) in Ås, das er 1939 als Jordbrukskandidat beendete. Während des Studiums engagierte er sich zwischen 1937 und 1940 als Kassierer der Sozialistischen Studentengruppe (sosialistiske studentlag) in Ås, deren Vorsitzender er 1940 war. Seine berufliche Laufbahn begann er 1939 als Assistent an der Landesversuchsanstalt für die Bergdörfer und war daraufhin von 1940 bis 1941 am Institut für Tierernährung und -fütterung der NLH tätig. 1941 wechselte er ins Landwirtschaftsministerium und war dort anfangs Sekretär der Produktionsabteilung sowie im Anschluss zwischen 1945 und 1948 Leiter des Ministerbüros. Er war zugleich von 1947 bis 1951 Vorsitzender der Landwirtschaftsgruppe der Arbeiderpartiet.
Am 19. März 1948 wurde Nordbø Staatssekretär im Landwirtschaftsministerium (Statssekretær, Landbruksdepartementet) und bekleidete diesen Posten bis zum 19. November 1951. Als Staatssekretär war er zudem von 1948 bis 1951 Mitglied des Rates für den Marshallplan sowie Vorstandsmitglied der neu gegründeten Staatlichen Filmzentrale (Statens filmsentral). Im Anschluss übernahm er am 19. November 1951 in der Regierung Torp das Amt als Landwirtschaftsminister (Statsråd, Landbruksdepartementet) und hatte dieses bis zum 22. Januar 1955 inne. Zu dieser Zeit begann er auch sein Engagement für die Arbeiterpartei in der Kommunalpolitik und war zwischen 1954 und 1964 in seinem Geburtsort Førde Mitglied des Präsidiums (formannskap), des zweithöchsten politischen Organs in Gemeinden ohne parlamentarische Regierungsform, das aus einer Auswahl von mindestens fünf Mitgliedern des Rates besteht, darunter dem Bürgermeister und dem stellvertretenden Bürgermeister. Zudem war er von 1956 bis 1963 Mitglied des Baurates von Førde.
Nach seinem Ausscheiden aus der Regierung war Rasmus Nordbø als Fylkeslandbrukssjef von 1955 bis 1964 Leiter der Landwirtschaftsbehörde der Provinz (Fylke) Sogn og Fjordane. 1955 wurde er ferner Vorsitzender des Energieausschusses des Landwirtschaftsministeriums und war zwischen 1958 und 1961 Vorsitzender des Untersuchungsausschusses zur Frage von Betriebskrediten für die Landwirtschaft. 1964 wurde er Leiter der Landwirtschaftsbehörde des Fylke Vestfold und hatte dieses Amt bis zu seinem Eintritt in den Ruhestand 1982 inne. Er war ferner zwischen 1965 und 1977 Mitglied des Verkaufsrates (Omsetningsrådet). Zudem übernahm er zwischen 1965 und 1981 verschiedene Posten im Hauptvorstand der Staatlichen Landwirtschaftsbank (Statens landbruksbank) und war zunächst von 1965 bis 1973 Mitglied, 1974 stellvertretender Vorsitzender, zwischen 1975 und 1976 Vorsitzender sowie zuletzt von 1976 bis 1981 wieder Mitglied. Zugleich gehörte er zwischen 1967 und 1975 der Formannskap der Kommune Sem als Mitglied an und war zudem von 1971 bis 1975 Mitglied des Provinzparlaments (Fylkesting) von Vestfold. Darüber hinaus engagierte er sich zwischen 1971 und 1975 auch als Vorsitzender des Landwirtschaftlichen Entwicklungsfonds (Landbrukets utbyggingsfond).

## Veröffentlichungen
- Næringsverdiene av mølleavfall av rug og hvete, 1941
- Jordbruksproblemer og jordbrukspolitikk, Drammen 1949
- Aspects of Norwegian Farming, 1954